# Lagney
Lagney és un municipi francès situat al departament de Meurthe i Mosel·la i a la regió del Gran Est. L'any 2007 tenia 467 habitants.

## Demografia

### Població
El 2007 la població de fet de Lagney era de 467 persones. Hi havia 164 famílies, de les quals 32 eren unipersonals (8 homes vivint sols i 24 dones vivint soles), 56 parelles sense fills, 68 parelles amb fills i 8 famílies monoparentals amb fills.
La població ha evolucionat segons el següent gràfic:
Habitants censats

### Habitatges
El 2007 hi havia 175 habitatges, 170 eren l'habitatge principal de la família, 4 eren segones residències i 1 estava desocupat. 169 eren cases i 6 eren apartaments. Dels 170 habitatges principals, 143 estaven ocupats pels seus propietaris, 18 estaven llogats i ocupats pels llogaters i 9 estaven cedits a títol gratuït; 1 tenia dues cambres, 16 en tenien tres, 38 en tenien quatre i 115 en tenien cinc o més. 136 habitatges disposaven pel capbaix d'una plaça de pàrquing. A 58 habitatges hi havia un automòbil i a 96 n'hi havia dos o més.

### Piràmide de població
La piràmide de població per edats i sexe el 2009 era:
| Homes | Edats   | Dones |
| ----- | ------- | ----- |
| 0     | 95 o +  | 4     |
| 0     | 90 a 94 | 0     |
| 0     | 85 a 89 | 12    |
| 4     | 80 a 84 | 0     |
| 8     | 75 a 79 | 12    |
| 0     | 70 a 74 | 0     |
| 12    | 65 a 69 | 8     |
| 8     | 60 a 64 | 12    |
| 12    | 55 a 59 | 8     |
| 12    | 50 a 54 | 12    |
| 16    | 45 a 49 | 4     |
| 32    | 40 a 44 | 28    |
| 12    | 35 a 39 | 12    |
| 16    | 30 a 34 | 16    |
| 16    | 25 a 29 | 12    |
| 12    | 20 a 24 | 0     |
| 12    | 15 a 19 | 12    |
| 20    | 10 a 14 | 28    |
| 8     | 5 a 9   | 12    |
| 16    | 0 a 4   | 4     |

## Economia
El 2007 la població en edat de treballar era de 301 persones, 214 eren actives i 87 eren inactives. De les 214 persones actives 203 estaven ocupades (114 homes i 89 dones) i 11 estaven aturades (5 homes i 6 dones). De les 87 persones inactives 23 estaven jubilades, 34 estaven estudiant i 30 estaven classificades com a «altres inactius».

### Ingressos
El 2009 a Lagney hi havia 174 unitats fiscals que integraven 480 persones, la mediana anual d'ingressos fiscals per persona era de 19.122 €.

### Activitats econòmiques
Dels 14 establiments que hi havia el 2007, 3 eren d'empreses de fabricació d'altres productes industrials, 3 d'empreses de construcció, 4 d'empreses de comerç i reparació d'automòbils, 1 d'una empresa d'hostatgeria i restauració, 2 d'empreses de serveis i 1 d'una entitat de l'administració pública.
Dels 4 establiments de servei als particulars que hi havia el 2009, 1 era un taller de reparació d'automòbils i de material agrícola, 1 paleta, 1 empresa de construcció i 1 restaurant.
L'any 2000 a Lagney hi havia 6 explotacions agrícoles que ocupaven un total de 894 hectàrees.

## Equipaments sanitaris i escolars
El 2009 hi havia una escola elemental integrada dins d'un grup escolar amb les comunes properes formant una escola dispersa.

## Poblacions més properes
El següent diagrama mostra les poblacions més properes.